# Nisída Kélyfos
Nisída Kélyfos är en ö i Grekland.   Den ligger i regionen Mellersta Makedonien, i den nordöstra delen av landet, 230 km norr om huvudstaden Aten. Arean är 0,78 kvadratkilometer.
Terrängen på Nisída Kélyfos är lite kuperad. Öns högsta punkt är 139 meter över havet. Den sträcker sig 0,8 kilometer i nord-sydlig riktning, och 1,4 kilometer i öst-västlig riktning.